# Albawings
A Albawings é uma companhia aérea da Albânia, fundada em 2015.

## Frota

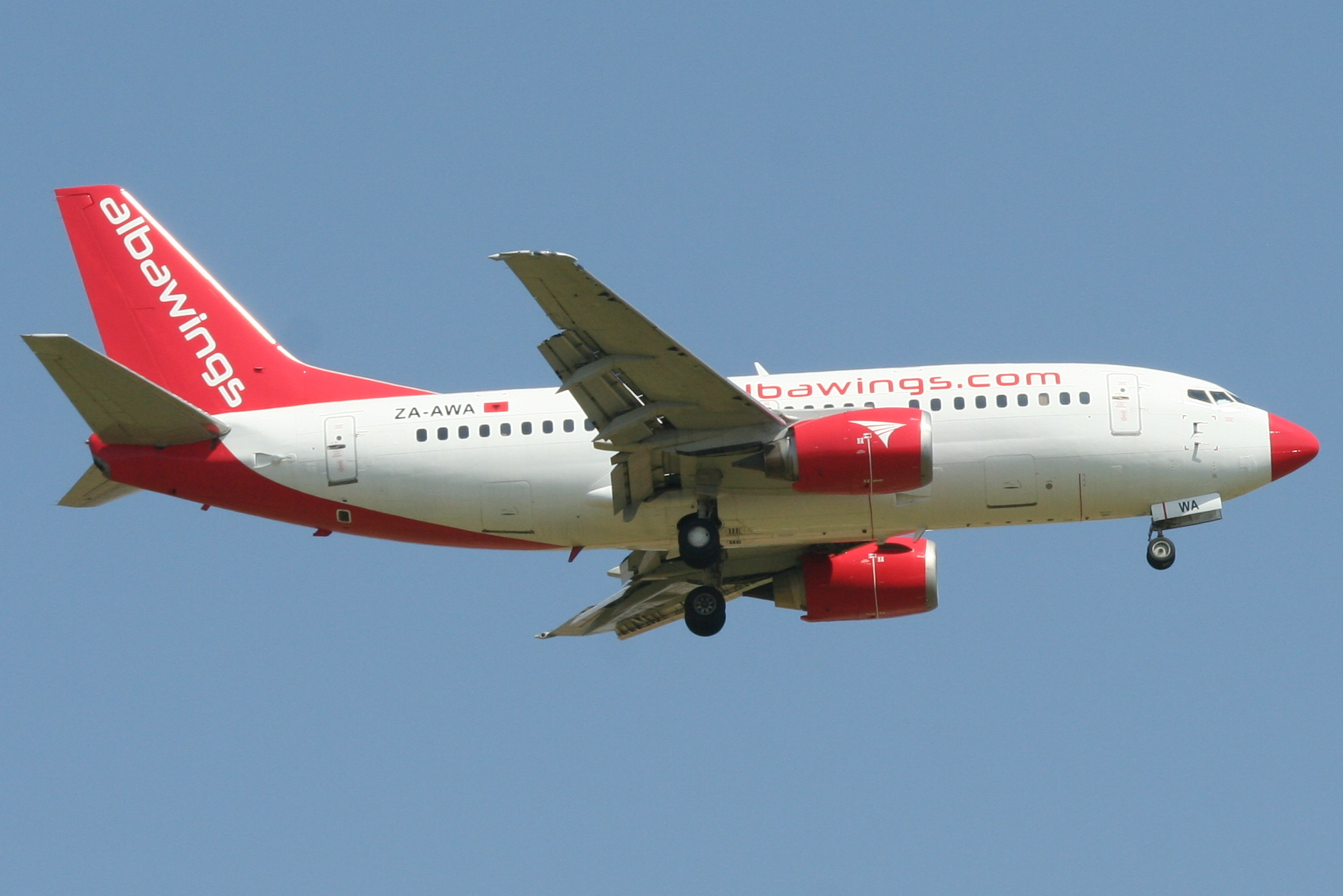
Boeing 737-500 da Albawings.

Em julho de 2017
| Aeronave       | Em serviço | Encomendas | Passageiros | Passageiros | Passageiros | Notas |
| Aeronave       | Em serviço | Encomendas | C           | Y           | Total       | Notas |
| -------------- | ---------- | ---------- | ----------- | ----------- | ----------- | ----- |
| Boeing 737-500 | 1          | —          | —           | 126         | 126         |       |
| Boeing 737-400 | 1          | —          | —           | 150         | 150         |       |
| Total          | 2          | —          |             |             |             |       |